# قرار مجلس الأمن التابع للأمم المتحدة رقم 783
قرار مجلس الأمن التابع للأمم المتحدة رقم 783، المتخذ بالإجماع في 13 تشرين الأول / أكتوبر 1992، بعد الإشارة إلى القرارات 668 (1990)، 717 (1991)، 718 (1991)، 728 (1992)، 745 (1992) و766 (1992) والإشارة إلى تقرير من قبل الأمين العام بطرس بطرس غالي، رحب المجلس بالتقدم الذي أحرزته سلطة الأمم المتحدة الانتقالية في كمبوديا وفقًا لاتفاقيات باريس، إلا أنه أقر بمختلف الشواغل الأمنية والاقتصادية التي تواجه السلطة الانتقالية.
وبعد الترحيب بالجهود التي تبذلها حكومتا تايلاند واليابان والممثل الخاص والأمين العام للمساعدة في التسوية السياسية في كمبوديا، أكد المجلس من جديد أن الانتخابات للجمعية التأسيسية ستجرى في موعد أقصاه مايو 1993، حسب الجدول الزمني المحدد. وبينما أثنى القرار على فونسينبيك، دولة كمبوديا والجبهة الوطنية لتحرير الخمير لتعاونها مع سلطة الأمم المتحدة الانتقالية في كمبوديا، فقد أدان حزب كمبوتشيا الديمقراطية لرفضه الامتثال لالتزاماته. وطالب المجلس حزب كمبوتشيا الديمقراطية بالوفاء على الفور بالتزاماته وتنفيذ المرحلة الثانية من خطة الأمم المتحدة التي تشير إلى التجميع والتسريح والسماح للسلطة الانتقالية بتولي السلطة في المناطق الخاضعة لسيطرة الحزب.
ثم طالب المجلس بالمراقبة الكاملة لوقف إطلاق النار، مع تعاون جميع الأطراف مع سلطة الأمم المتحدة الانتقالية في كمبوديا لتحديد حقول الألغام وتسهيل التحقيقات في تقارير القوات الأجنبية وانتهاكات المساعدة ووقف إطلاق النار داخل الأراضي الخاضعة لسيطرتها. وطوال ذلك، حث القرار على حماية جميع موظفي الأمم المتحدة.
ثم ناقش القرار الاستعدادات للانتخابات. وشدد على ضرورة إجراء الانتخابات في بيئة سياسية محايدة، وطالب بإنشاء مرفق البث الإذاعي للسلطة الانتقالية دون تأخير مع إتاحة الوصول إلى جميع الأراضي الكمبودية، كما شجع الأمين العام والممثل الخاص على الاستفادة من الإمكانيات التي تتيحها ولاية سلطة الأمم المتحدة الانتقالية في كمبوديا، بما في ذلك تدابير تحسين فعالية الشرطة المدنية في حل المشاكل المتزايدة المتعلقة بالحفاظ على القانون والنظام. أثر إنشاء إذاعة سلطة الأمم المتحدة الانتقالية في كمبوديا بشكل متزايد على المزاج السياسي في البلد.
كما دعا القرار الدول الأعضاء والمؤسسات المالية إلى تقديم المساهمات التي أعلنت عنها في مؤتمر عُقد في طوكيو في 22 يونيو 1992، ودعوة بشكل خاص حكومتي اليابان وتايلند بالتعاون مع الرئيسين المشاركين وبالتشاور مع أي حكومة أخرى، لمواصلة جهودهم في محاولة لإيجاد حلول للمشاكل المتعلقة بتنفيذ اتفاقيات باريس.
أخيرًا، طلب القرار من الأمين العام تقديم تقرير إلى مجلس الأمن في أقرب وقت ممكن، وفي موعد لا يتجاوز 15 نوفمبر 1992 بشأن تنفيذ القرار الحالي، مع النظر في المزيد من الاحتمالات لأي مشاكل مستمرة.

## روابط خارجية
- نص القرار في undocs.org